# Backup (ソフトウェア)
Backup（バックアップ）とは、Appleがかつて提供していたバックアップソフトウェアである。同社のオンラインサービス.Mac（及び後継サービスのMobileMe）の加入者に配布されていた。

## 概要
2002年7月にアップルが開始した有料オンラインサービス.Mac（ドットマック）の利用者向けに登場したアプリケーションで、同サービスのオンラインストレージiDiskからダウンロードすることができた。アイコンには、雨傘のイラストが採用されている。
2003年11月5日にはBackup 2が、2005年9月20日にはBackup 3が発表された。Backup 3では、バックアップがより簡単かつ高速に行えるよう抜本的に再設計されており、ユーザーが意識してバックアップソフトを起動するのではなく、自動化したバックアップ処理をシームレスに実行できるよう改良されている。
2008年7月に、.MacがMobileMeへとサービスがリニューアルされた後も、バックアップは引き続き提供された。しかし、MobileMeの後継サービスとなったiCloudには引き継がれなかったため、2012年6月30日のMobileMeサービス終了と共にBackupの提供も終了した。最終バージョンは、2010年4月13日にリリースされたバージョン3.2である。

## 特徴
複雑な設定をせずにバックアップができるよう、バックアップ・プラン（又はプランテンプレート）と呼ばれるプリセット（ホームフォルダのバックアップ、個人のデータと設定のバックアップ、iLifeのコンテンツのバックアップ、iTunesで購入した楽曲等のバックアップ）があらかじめ用意されている。ユーザーはこのプランから適切なものを選び、バックアップ先とスケジュールを設定する。また、カスタム設定により、プランを任意に作成することも可能。ただし、Backupはホームフォルダ内にあるファイルや設定のバックアップ用途を前提としており、起動ディスク全体のバックアップには対応していない。
バックアップ先として指定できるのは、当初はiDisk・CD-R・DVD-Rのいずれかに限られていたが、Backup 2より、外付けのハードディスクなどへのバックアップも可能となった。

## 後継となるバックアップ機能
Backupの提供終了と前後して、アップルは以下のバックアップ機能（サービス）を開始している。
Time Machine
Mac OS X v10.5より、新しいバックアップ機能としてTime Machineが搭載されている。また、このTime Machineのバックアップ先として、無線LANルーターに大容量ハードディスクを組み合わせたTime Capsuleも発売されている。
iCloud
iCloudにはアプリケーションとしてのBackupは提供されていないが、iOS端末にある各種データをストレージ上に自動でバックアップを行う仕組みが用意されている。